# Паркер, Кори
Кори Паркер (англ. Corey Parker; 8 июля 1965, Нью-Йорк) — американский актёр и преподаватель актёрского мастерства.

## Биография
Родился в семье Джона Дэвида Хааса (англ. John David Haas), второго мужа актрисы Рошель Натали Паркер (1940-2014). Начал актерскую карьеру в 4 года, сначала в телерекламе. Позже посещал Нью-Йоркскую высшую актерскую школу. После окончания высшей школы занялся актерской карьерой. Паркер снимался в кино 40 лет. Он является членом Актёрской студии и театра Ensemble Studio. Выступал на сцене 61-й церемония награждения премии «Оскар».

## Карьера
Паркер снялся в фильмах «Билокси Блюз», «Нечто особенное!», «Белый дворец», «Пятница, 13-е: Новое начало». Также он снимался в телефильмах, в том числе «Тридцать-с-чем-то», «Границы Бродвея», «Синие небеса», «Лодка любви: Новая волна», а также с 1992 по 1993 год снимался в главной роли вместе с Теа Леони в ситкоме «Слепой полёт» компании Fox. Позже он снялся в роли второго плана в ситкоме «Уилл и Грейс». Среди телефильмов, в которых снимался Паркер, — «Забытый язык журавлей» производства Би-би-си, «Смелость» с Софи Лорен, «Материнская молитва» и «История Элизабет Тейлор».
Паркер преподает актёрское мастерство. Он был приглашённым актёром в колледже Rhodes и в Университете Мемфиса. Он был коучем актёров в сериале «Сан Рекордс» телекомпании CMT.
Копи Паркер — приглашённый инструктор студии HB.

## Избранная фильмография
| Год       |    | Русское название                          | Оригинальное название            | Роль                |
| --------- | -- | ----------------------------------------- | -------------------------------- | ------------------- |
| 1983      | с  | Как вращается мир                         | As the World Turns               | хулиган             |
| 1983—1986 | с  | ABC Специально после школы                | ABC Afterschool Specials         | разные роли         |
| 1984      | ф  | Крик о помощи                             | Scream for Help                  | Джош Дили           |
| 1985      | ф  | Пятница, 13-е: Новое начало               | Friday the 13th: A New Beginning | Пит                 |
| 1986      | ф  | Девять с половиной недель                 | 9½ Weeks                         | уборщик             |
| 1986      | тф | Смелость                                  | Courage                          | Тони Миральдо       |
| 1987      | ф  | Нечто особенное!                          | Willy/Milly                      | Лопес               |
| 1988      | ф  | Билокси Блюз                              | Biloxi Blues                     | Арнольд Эпстайн     |
| 1989      | ф  | Большой человек в университетском городке | Big Man On Campus                | Алекс               |
| 1989      | ф  | Как я попал в колледж                     | How I Got Into College           | Марлон Браун        |
| 1989—1991 | с  | Тридцать-с-чем-то                         | Thirtysomething                  | Ли Оуэнс            |
| 1990      | с  | Сегодня вечером я опасна                  | I'm Dangerous Tonight            | Эдди                |
| 1990      | ф  | Белый дворец                              | White Palace                     | Ларри Клагман       |
| 1991      | тф | Забытый язык журавлей                     | The Lost Language of Cranes      | Эллиот Абрахамс     |
| 1992—1993 | с  | Слепой полёт                              | Flying Blind                     | Нил Бараш           |
| 1992      | тф | Границы Бродвея                           | Broadway Bound                   | Юджин Моррис Джером |
| 1994      | мс | Дакмен                                    | Duckman                          | озвучка             |
| 1994      | с  | Синие небеса                              | Blue Skies                       | Джоэл Гудман        |
| 1995      | тф | Материнская молитва                       | A Mother’s Prayer                | Спенс Уокер         |
| 1995      | тф | История Элизабет Тейлор                   | Liz: The Elizabeth Taylor Story  | Эдди Фишер          |
| 1996      | с  | Прикосновение ангела                      | Touched by an Angel              | Генри Московиц      |
| 1996      | тф | Замороженная калифорнийка                 | Encino Woman                     | Дэвид Хозенфельд    |
| 1997      | тф | Имплантаторы                              | Breast Men                       | нет в титрах        |
| 1998—1999 | с  | Лодка любви: Новая волна                  | Love Boat: The Next Wave         | Джон Морган         |
| 2000      | с  | Уилл и Грейс                              | Will & Grace                     | Джош                |
| 2014      | с  | Нэшвилл                                   | Nashville                        | менеджер Люка       |
| 2017      | с  | Сан Рекордс                               | Sun Records                      | Пит Айзаксон        |